# Bitlles als Jocs Olímpics d'estiu de 1988
Als Jocs Olímpics d'Estiu de 1988 celebrats a la ciutat de Seül (Corea del Sud) es disputaren cinc proves de bitlles, sent aquesta l'única vegada que aquest esport ha format part del programa olímpic, si bé com a esport de demostració. La competició se celebrà el 18 de setembre de 1988 al Centre de Bitlles de Seül.

## Resum de medalles
| Prova | Or              | Argent              | Bronze           |
| Homes | Kwon Jong Yul   | Jack Wong Loke Chin | Tapani Peltola   |
| Dones | Arianne Cerdena | Atsuko Asai         | Annikki Maattola |

## Medaller
| Posició | País          | Or | Argent | Bronze | Total |
| 1       | Corea del Sud | 1  | 0      | 0      | 1     |
| 1       | Filipines     | 1  | 0      | 0      | 1     |
| 3       | Japó          | 0  | 1      | 0      | 1     |
| 3       | Singapur      | 0  | 1      | 0      | 1     |
| 5       | Finlàndia     | 0  | 0      | 2      | 2     |